# Іван Котляревський (срібна монета)
«Іва́н Котляре́вський» — срібна пам'ятна монета номіналом 5 гривень, яку випустив Національний банк України. Присвячена Івану Петровичу Котляревському (1769—1838 роки) — визначному українському письменникові, громадському діячеві, першому класикові нової української літератури, автору славетних творів — поеми «Енеїда», п'єси «Наталка Полтавка» та водевілю «Москаль-чарівник».
Монету введено в обіг 22 вересня 2009 року. Вона належить до серії «Видатні особистості України».

## Опис та характеристики монети
| Номінал грн. | Метал            | Маса, грам    | Діаметр, мм. | Якість виготовлення | Гурт                           | Тираж, штук |
| ------------ | ---------------- | ------------- | ------------ | ------------------- | ------------------------------ | ----------- |
| 5            | срібло 925 проби | 15,55 / 16,81 | 33,0         | пруф                | гладкий із заглибленим написом | 5 000       |

### Аверс
На аверсі монети розмістили малий Державний Герб України, півколом написи — «НАЦІОНАЛЬНИЙ БАНК УКРАЇНИ» (угорі), «П'ЯТЬ ГРИВЕНЬ» (унизу) та стилізовану композицію — Еней, човен, фрагмент троянської колони і шолом, під якою — рік карбування монети — «2009».

### Реверс

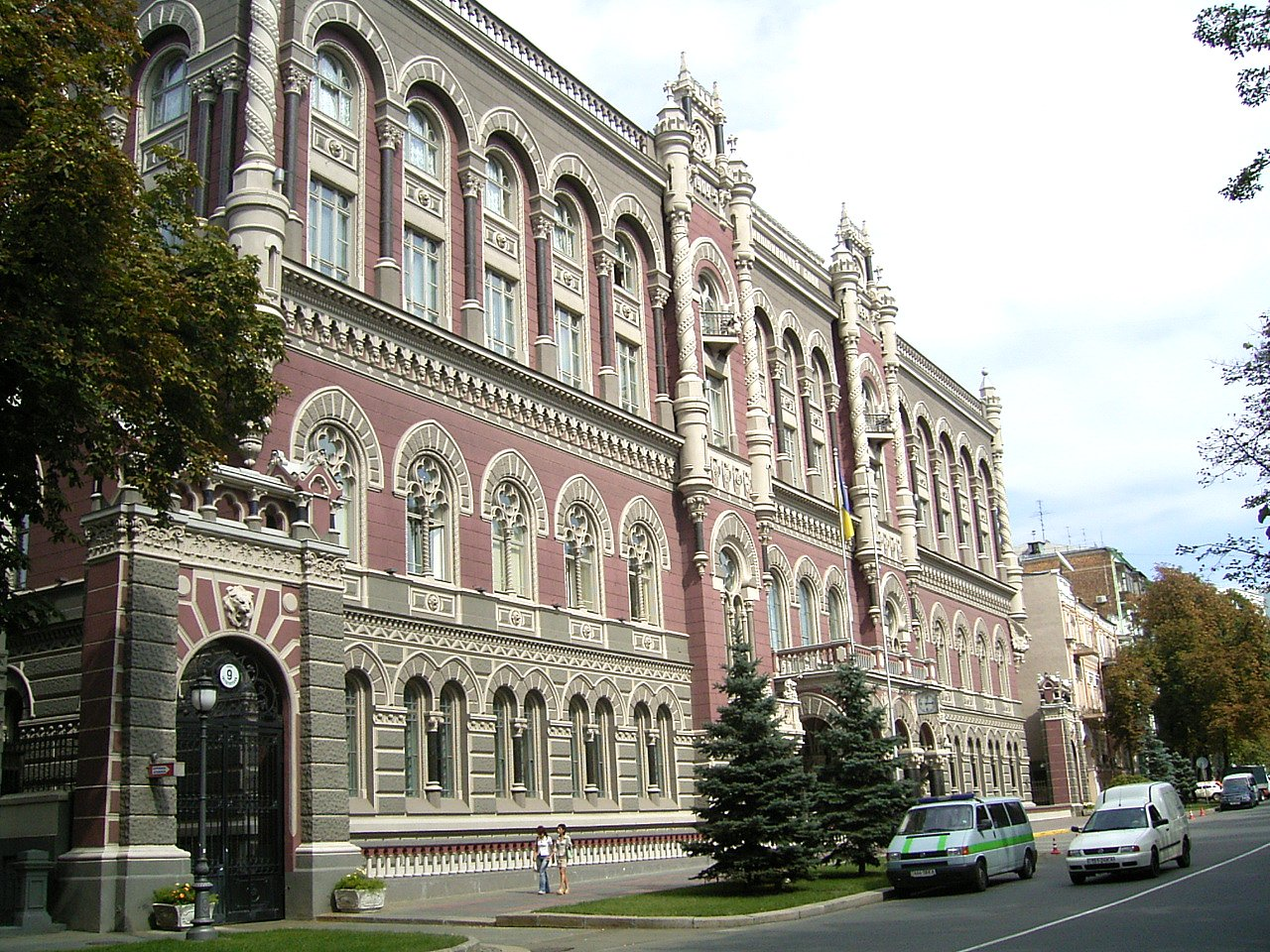
Будівля Національного банку України

На реверсі монети зобразили портрет Івана Котляревського, праворуч і ліворуч від якого — рядки з вірша Тараса Шевченка «На вічну пам'ять Котляревському»: «…Поки сонце з неба сяє, Тебе не забудуть!..», півколом розмістили написи: угорі — «ІВАН КОТЛЯРЕВСЬКИЙ», унизу — роки життя «1769—1838».

## Автори
- Художник — Іваненко Святослав.
- Скульптор — Іваненко Святослав.

## Вартість монети
Ціна монети — 531 гривня, була зазначена на сайт Національного банку України 2018 року.
Фактична приблизна вартість монети, з роками змінювалася так:
| Рік        | 2010 | 2011 | 2012 | 2013 | 2014 | 2015 | 2016 | 2017 | 2018 | 2019 | 2020 | 2021 | 2022 | 2023 | 2024  | 2025  |
| ---------- | ---- | ---- | ---- | ---- | ---- | ---- | ---- | ---- | ---- | ---- | ---- | ---- | ---- | ---- | ----- | ----- |
| Ціна, грн. | 270  | 330  | 370  | 350  | 270  | 350  | 450  | 460  | 460  | 400  | 400  | 560  | 720  | 900  | 1 700 | 1 800 |